# Teutamus (genre)
Pour les articles homonymes, voir Teutamos (homonymie).
Genre
Teutamus est un genre d'araignées aranéomorphes de la famille des Liocranidae.

## Distribution
Les espèces de ce genre se rencontrent en Asie du Sud-Est.

## Liste des espèces
Selon World Spider Catalog (version 17.5, 03/10/2016) :
- Teutamus andrewdavisi Deeleman-Reinhold, 2001
- Teutamus apiculatus Dankittipakul, Tavano & Singtripop, 2012
- Teutamus brachiatus Dankittipakul, Tavano & Singtripop, 2012
- Teutamus calceolatus Dankittipakul, Tavano & Singtripop, 2012
- Teutamus christae Ono, 2009
- Teutamus deelemanae Dankittipakul, Tavano & Singtripop, 2012
- Teutamus fertilis Deeleman-Reinhold, 2001
- Teutamus globularis Dankittipakul, Tavano & Singtripop, 2012
- Teutamus hirtellus Dankittipakul, Tavano & Singtripop, 2012
- Teutamus jambiensis Deeleman-Reinhold, 2001
- Teutamus leptothecus Dankittipakul, Tavano & Singtripop, 2012
- Teutamus lioneli Dankittipakul, Tavano & Singtripop, 2012
- Teutamus orthogonus Dankittipakul, Tavano & Singtripop, 2012
- Teutamus poggii Dankittipakul, Tavano & Singtripop, 2012
- Teutamus politus Thorell, 1890
- Teutamus rama Dankittipakul, Tavano & Singtripop, 2012
- Teutamus rhino Deeleman-Reinhold, 2001
- Teutamus rollardae Dankittipakul, Tavano & Singtripop, 2012
- Teutamus rothorum Deeleman-Reinhold, 2001
- Teutamus seculatus Dankittipakul, Tavano & Singtripop, 2012
- Teutamus serrulatus Dankittipakul, Tavano & Singtripop, 2012
- Teutamus spiralis Dankittipakul, Tavano & Singtripop, 2012
- Teutamus sumatranus Dankittipakul, Tavano & Singtripop, 2012
- Teutamus tortuosus Dankittipakul, Tavano & Singtripop, 2012
- Teutamus vittatus Deeleman-Reinhold, 2001

## Publication originale
- Thorell, 1890 : Arachnidi di Pinang raccolti nel 1889 dai Signori L. Loria e L. Fea. Annali del Museo Civico di Storia Naturale di Genova, vol. 30, p. 269-383 (texte intégral).